# Jaqueira
Jaqueira là một đô thị thuộc bang Pernambuco, Brasil. Đô thị này có diện tích 111,22 km², dân số năm 2007 là 12618 người, mật độ 113,45 người/km².